# Глаз 2
Глаз 2 — фильм ужасов с элементами драмы 2004 года режиссёров братьев Пэн, продолжение фильма 2002 года «Глаз». Премьера фильма состоялась 18 марта 2004 года.

## Сюжет
Девушка Джои, расстроенная личными взаимоотношениями со своим уже бывшим парнем, пытается покончить жизнь самоубийством. Однако последнее ей совершить не удаётся, так как её вовремя спасают. В итоге Джои решается начать жизнь заново и пойти другим путём, к тому же вскоре она выясняет, что беременна, причём именно от бывшего парня. Но Джои не хочет иметь более никаких связей и воспоминаний о своих отношениях с бывшим парнем и поэтому решает совершить аборт. Попутно Джои начинают преследовать различного рода галлюцинации, наиболее часто повторяющаяся из которых рисует в воображении Джои падающую под движущийся поезд женщину. Поразмыслив, Джои отказывается от совершения аборта и начинает посещать курсы материнства. Вскоре Джои рассказывает свою историю о галлюцинациях буддийскому монаху, который, в свою очередь, трактует эти события следующим образом: по его словам, она видит души самоубийц, которые ждут рождения нового ребёнка, чтобы можно было в него вселиться и начать новую жизнь.

## В ролях
| Актёр             | Роль      |
| ----------------- | --------- |
| Шу Ци             | Джои Ченг |
| Джесдапорн Фолди  | Сэм       |
| Евгения Юань Лици |           |
| Филип Гвок Цзёй   |           |
| Фанни Ли Маньфань |           |